# Тининика Віталій Миколайович
Віта́лій Микола́йович Тининика — старший солдат Державної прикордонної служби України.

## З життєпису
Вирушаючи в зону бойових дій, лишив вдома вагітну дружину та сина, згодом народився другий нащадок. Служив на блокпостах. 30 серпня 2014-го його блокпост атакував Т-72 терористів. Вивівши з ладу танк, зі старшим солдатом Олегом Венгером взяли до полону екіпаж. Згодом ніс службу на блокпосту біля Дебальцевого. Під час одного з боїв осколок проник під бронепластину — в живіт. Втратив багато крові, під обстрілом лікарі забрати його не могли. Щоб не наражати товаришів на небезпеку, він дістався до лікарів сам. Лікарі довго боролися за його життя.

## Нагороди
За особисту мужність і героїзм, виявлені у захисті державного суверенітету та територіальної цілісності України, вірність військовій присязі під час російсько-української війни
- нагороджений орденом «За мужність» III ступеня (9.4.2015).